# U 758 (Kriegsmarine)
De U 758 was een VIIC-type U-boot van de Duitse Kriegsmarine tijdens de Tweede Wereldoorlog. Hij stond eerst onder bevel van Kptlt. Helmut Manseck die succesvol was tijdens de konvooislag tegen HX-229. Daarna had Hans-Arend Feindt de U 758 onder zijn bevel. Deze boot verdedigde zich met succes tegen acht Amerikaanse Grumman TBF Avenger torpedobommenwerpers van de United States Navy.

## Geschiedenis
16 maart 1943 - Om 22:15 lanceerde U 758, toen onder bevel van Helmut Manseck, die aan stuurboordzijde van het konvooi HX-229 aanviel, twee gewone torpedo's en twee FAT-torpedo's. Deze FATs konden hun koers na 800 of 1600 meter verleggen in een bocht van 90°. Zij troffen het Nederlandse stoomvrachtschip Zaanland en het Amerikaanse vrachtschip James Oglethorpe. 
Op 8 juni 1943 werd U 758 tijdens zijn patrouille midden in de Atlantische Oceaan aangevallen door acht Grumman TBF Avengers-vliegtuigen van het Amerikaanse vliegdekschip USS Bogue (CVE-9). De U-boot leverde slag met de vliegtuigen en de eerste die aanviel kreeg de volle laag. Twee anderen beschoten de U-boot vanaf een veilige afstand, en de vierde die een aanval waagde, werd neergeschoten. Nog twee andere vliegtuigen werden beschadigd voordat commandant Feindt, van wie drie kanonnen waren beschadigd en die zeven gewonden telde, besloot te duiken. De U 758 was midden in zijn patrouilleperiode maar kon met zeven gewonde matrozen aan boord niet langer op zee blijven. Daarom besloot Feindt vroeger dan verwacht naar zijn basis terug te keren.

## Ondergang
De boot werd zelf tot zinken gebracht op 16 maart 1945, nadat hij zeer zwaar beschadigd werd door Britse vliegtuigbommen. Hij werd gelicht in 1946 en gesloopt in 1947.

## Commandanten
- 5 mei 1942 - 3 april 1944: Kptlt. Helmut Manseck
- 4 april 1944 - 16 maart 1945: Oblt. Hans-Arend Feindt